# Liste der Bischöfe von Senez
Die folgenden Personen waren Bischöfe von Senez (Frankreich):
- Ursus ca. 450
- Marcel I. 475?–ca. 506
- Simplice 541–552
- Vigile 585–588
- Marcel II. ca. 615
- Peter I. ca. 993–1027
- Ameil 1028–1043
- Hugo 1043 bis ca. 1057
- Stephan 1060 bis ca. 1089
- Peter II. 1089–1108
- Aldebert de Castellane ca. 1123 bis ca. 1146
- Erard (Isnard) 1155–1159
- Pons 1170–1174
- Maurel ca. 1189
- Wilhelm I. 1213–1215
- Johann I. 1217–1238
- Peter III. 1238–1242?
- Wilhelm II. 1242–1243
- Sigismund 1243–1245
- Wilhelm III. 1246–1255
- Raimund 1255–1260
- Bertrand de Séguret 1290–1312
- Albert ca. 1315
- Bertrand II. 1317–1346
- Bertrand III. 1346–1358
- Bertrand IV. 1358–1362
- Pierre D’Aynard 1362–1368
- Robert Gervais ca. 1368 bis ca. 1390
- Isnard de Saint-Julien 1392–1408
- Aimon de Nicolaï 1408–1409 (danach Bischof von Huesca)
- Jean de Seillons 1409–1442
- Georges de Clariani 1442–1459
- Elzéar de Villeneuve 1459–1490
- Nicolas de Villeneuve 1492–1507
- Nicolas de Fieschi 1507–1512 (Kardinal)
- Jean-Baptiste de Laigue D’Oraison 1512–1546
- Pierre de Quiqueran de Beaujeu 1546–1550
- Nicolas de Jarente de Senas 1550?–1551
- Théodore Jean de Clermont de Talard 1551–1560? (Haus Clermont-Tonnerre)
- Jean de Clausse de Monchy (Mouchy) 1561–1587
- Louis de Bertons de Crillon 1587–1601 (Administrator)
- Jacques Martín 1601–1623
- Louis Duchaine 1623–1671
- Louis Anne Aubert de Villeserin 1671–1695
- Jean Soanen 1696–1727
- Vakanz 1727–1741
- Louis Jacques François de Vocance 1741–1756
- Antoine-Joseph D’Amat de Volx 1757–1771
- Étienne François Xavier des Michels de Champorcin 1771–1773 (danach Bischof von Toul)
- Jean-Baptiste-Charles Marie de Beauvais 1774–1783
- Sixte-Louis-Constance Ruffo (Roux) de Bonneval 1783–1784
- Jean-Joseph-Victor de Castellane Adhémar 1784–1788
- Jean-Baptiste-M.-Scipion Ruffo (Roux) de Bonneval 1789–1790